# Ochicanthon maryatiae
Ochicanthon maryatiae là một loài bọ cánh cứng trong họ Bọ hung (Scarabaeidae).